# Polom (Malá Fatra)
Polom (1010 m n. m.) je vrch v pohoří Malá Fatra, v části Lúčanská Malá Fatra, nad obcí Stráňavy, 10 km východně od Žiliny.
Z daleka pozornost poutající vrch na SZ okraji Malé Fatry je poznamenán masivní těžbou vápence, mimo jiné pro vápenku v nedalekém Varíně. Právě proto je snadné lokalizovat ho z celého okolí Žiliny. Vápenka je vzdálená několik kilometrů a vápenec se přepravuje pásovým přepravníkem.
Svým JV okrajem sousedí s masivem Úplaz (1301 m n. m.) a západně s vrchem Hoblík (933,6 m n. m.). Na západním úpatí, na trase turistické stezky se nachází chata Polom.
Polom obtéká ze západní strany Stráňavský potok.

## Dějiny
Koncem Druhé světové války probíhaly v jeho okolí tuhé boje, které připomíná památník na jeho vrcholu, ke kterému vede několik značených cest.
Z Polomu se v počátcích televizní vysílání kvůli jeho dostupnosti, výhledu na Žilinskou kotlinu a nadmořské výšce, vysílal televizní signál pro Žilinu a okolí.

## Akce
Konají se zde cyklistické závody Sprint Polom, jejichž start je v obci Stráňavy a cíl je v sedle Javorina. Délka trati s převýšením 521 metrů je 6,9 km.

## Přístup
- Po  turistické značce lesní cestou z obce Stráňavy přes sedlo Javorina (967 m n. m.). Doba výstupu je cca 2 hodiny.

## Galerie

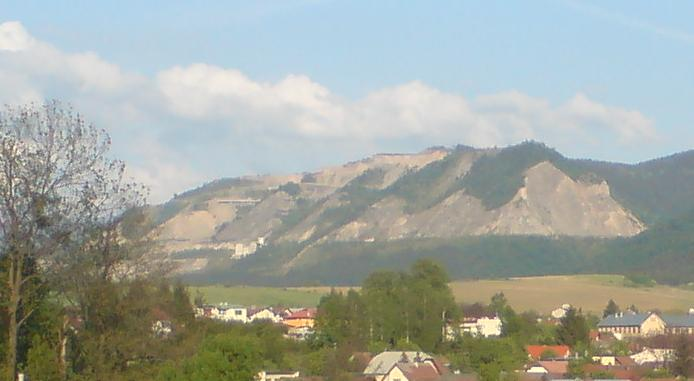
Polom od Višňového